# Bohai Steel
Bohai Steel est une entreprise publique sidérurgique chinoise basée à Tianjin. 

## Histoire
Bohai Steel a été créé en 2010 à la suite de la fusion de quatre entreprises sidérurgiques chinoises : Tianjin Steel Pipe Group, Tianjin Iron and Steel Group, Tianjin Tiantie Metallurgy Group et Tianjin Metallurgy Group. Le nouveau ensemble créé possède alors une capacité annuelle de production d'environ 20 millions de tonnes d'acier. 
En 2016, Bohai Steel, en difficulté financière importante, est en discussion pour restructurer sa dette de près de 29 milliards de dollars.